# Svengali
 (avril 2008).
Si vous disposez d'ouvrages ou d'articles de référence ou si vous connaissez des sites web de qualité traitant du thème abordé ici, merci de compléter l'article en donnant les références utiles à sa vérifiabilité et en les liant à la section « Notes et références ».
Svengali est un personnage de fiction du roman Trilby de George du Maurier, paru en 1894. Hypnotiseur, Svengali incarne l'archétype du personnage maléfique manipulateur, capable d'amener les gens à faire ce qu'il désire. Son nom est entré dans l'anglais courant pour désigner un individu extrêmement manipulateur et aux intentions mauvaises, d'où de nombreuses adaptations cinématographiques ou télévisuelles.
Lors d'un procès, une « défense Svengali » est une tactique de droit qui consiste à présenter l'accusé comme n'étant qu'un pion dans une organisation criminelle plus éminente et influente.

## Dans le roman
Dans le roman, Svengali est un Juif originaire d'Europe de l'Est qui séduit, domine et exploite Trilby, une jeune fille anglaise, et fait d'elle une chanteuse célèbre en utilisant l'hypnose. Incapable de se produire sans l'aide de Svengali, Trilby devient envoûtée.

## Cinéma et télévision
- Svengali est un film autrichien réalisé par Jacob Fleck en 1914.
- Svengali est un film allemand réalisé par Gennaro Righelli en 1927.
- Svengali est un film américain réalisé par Archie Mayo en 1931.
- Svengali (en) est un film britannique réalisé par Noel Langley en 1954.
- Svengali est un téléfilm américain réalisé par Anthony Harvey en 1983.
- Svengali est un court-métrage américain réalisé par Richard D. Morris en 2004.
- Svengali est un film britannique réalisé par John Hardwick en 2013.

## Musique
- Svengali est un album jazz de Gil Evans.